# Leptocerus valvatus
Leptocerus valvatus är en nattsländeart som först beskrevs av Martynov 1935.  Leptocerus valvatus ingår i släktet Leptocerus och familjen långhornssländor. Inga underarter finns listade i Catalogue of Life.